# Керкринг, Томас Теодор
То́мас Те́одор Ке́ркринг (нем. Thomas Theodor Kerckring, иногда — Дирк Ке́ркринг или Генрих Керкринг; 22 июля 1638 — 2 ноября 1693) — голландский анатом.
Член Лондонского королевского общества (1678).
Получив степень доктора медицины в Лейдене, прибыл в Амстердам, где благодаря знакомству со знаменитым анатомом Рюйшем занялся изучением анатомии, в области которой и сделал много замечательных открытий. Так, например, им подробно описаны упомянутые Фаллопио складки Керкринга (см. Кишки), так называемая Vasa vasorum y лошади, т е. сосуды, питающие стволы сосудов, и указания на существование венных заслонок. Точно так же ему принадлежит заслуга исследования человеческого зародыша и развития костной системы последнего. Обнародовал несколько исследований о воде в Амстердаме и о янтаре.